# 오야마촌 (지바현)
오야마촌(大山村)은 지바현 아와군에 일찍이 존재했던 촌이다. 현재의 가모가와시 서부에 해당한다.

## 역사
- 1889년 4월 1일 - 정촌제 시행에 의해 나가사군 오야마촌이 성립하였다.
- 1897년 4월 1일 - 나가사군이 군 통합에 의해 아와군이 되었다.
- 1955년 3월 31일 - 요시오촌, 스키촌과 합병해, 나가사정이 신설되어, 동일 오야마촌은 폐지되었다.

## 촌장
- 2대 야스다 이사오(安田勲): 1889년 10월 - 1890년 3월

## 관련링크
- 千葉県安房郡大山村 (12B0020024) - 歴史的行政区域データセットβ版